# 大貫かおり
大貫 かおり（おおぬき かおり、1970年5月17日 - ）は、日本の女優、タレント。元アイドル。神奈川県横浜市出身。身長157cm。血液型はB型。元モモコクラブ桃組1809番。

## 経歴
高校1年の1986年5月9日に『夕やけニャンニャン』のオーディションに合格し、おニャン子クラブの会員番号37番となる。VシネマではSMの女王様として主演し、女優としても活動しながら地元でカラオケパブも開いている。

おニャン子での会員番号が次の38番である工藤静香が自身のラジオ番組で大貫妙子の曲紹介をする際に同姓であることから存在を話題にしたことがある。

## 出演
- 雨月の使者（1987年11月21日、NHK総合)
- 平成女学園（1992年、テレビ東京)

## 写真集・ビデオ
- 写真集 MISTRESS（1993年、スコラ）
- 写真集 初色サンゴ 5名によるオムニバス
- ビデオ Please Kiss Me!（1993年、英知出版）
- ビデオ プチデビューVol.7（1993年、笠倉出版社）
- Vシネマ SMセブン 主演（1996年、日本コロムビア）
- Vシネマ 濡れ事師2 W主演（1996年、ギャガ・コミュニケーションズ）
- Vシネマ 渡る世間はH(ナニ)ばかり 女子大生就職物語（1996年、ビーム エンタテインメント）